# Campeonato Paulista de Futebol de 1975
O Campeonato Paulista de Futebol de 1975 foi a 35.ª edição do campeonato organizado pela Federação Paulista de Futebol. Teve o São Paulo como campeão e Serginho Chulapa, do mesmo clube, como artilheiro, com 22 gols.

## Regulamento
O campeonato de 1975 foi disputado por dezenove equipes, porque a Federação, atendendo ao apelo dos pequenos, extinguiu o Paulistinha (fase de classificação só com times pequenos). Talvez por causa do excesso de times, o regulamento foi dos mais complicados: o campeão do primeiro turno decidiria o título contra o campeão do segundo em dois jogos; o primeiro turno seria disputado no sistema de todos contra todos, enquanto o segundo teria duas fases, uma classificatória (com duas chaves) e outra um hexagonal decisivo, com os três melhores colocados de cada grupo. A princípio, os sete piores classificados no primeiro turno seriam eliminados, porém os clubes do Interior pressionaram a Federação, que acabou recuando da ideia.
Os critérios de desempate ao longo do campeonato (exceto na final) foram, pela ordem: saldo de gols, gols pró, vitórias, goal average, confronto direto na respectiva fase e sorteio. Se o campeão do primeiro turno ganhasse também o segundo, ele seria automaticamente declarado campeão, com o clube com mais pontos ao longo dos dois turnos ficando com o vice-campeonato.

## O campeonato
O São Paulo venceu o primeiro turno tranquilamente, com 33 pontos ganhos, seis a mais do que o segundo colocado Corinthians. A Portuguesa foi campeã do segundo turno: após ocupar a primeira colocação do Grupo A, com catorze pontos, terminou o hexagonal empatada em pontos com São Paulo e Santos, mas ficou à frente pelo saldo de gols.
Ao longo do campeonato, o São Paulo fez 57 pontos e a Portuguesa fez 45, mas não havia vantagem na final para a melhor campanha.
As finais foram disputadas em duas partidas. O São Paulo venceu a primeira por 1 a 0 (gol de Pedro Rocha), e a Portuguesa venceu a segunda, pelo mesmo placar (gol de Enéas). Tendo se mantido a igualdade de pontos e gols nas duas partidas e na prorrogação, a decisão foi para os pênaltis, e o time do Morumbi ficou com o título ao ganhar por 3 a 0, com o goleiro são-paulino Waldir Peres começando a se consagrar nesse tipo de decisão.

### Primeiro Turno, 1ª Fase
| Classificação |                     |    |    |    |    |    |    |    |     |
| Pos           | Time                | PG | J  | V  | E  | D  | GP | GC | SG  |
| 1             | São Paulo           | 33 | 18 | 15 | 3  | 0  | 29 | 5  | 24  |
| 2             | Corinthians         | 27 | 18 | 11 | 5  | 2  | 29 | 13 | 16  |
| 3             | Palmeiras           | 26 | 18 | 11 | 4  | 3  | 25 | 9  | 16  |
| 4             | Portuguesa          | 25 | 18 | 11 | 3  | 4  | 26 | 16 | 10  |
| 5             | Guarani             | 23 | 18 | 8  | 7  | 3  | 33 | 19 | 14  |
| 6             | Marília             | 20 | 18 | 7  | 6  | 5  | 27 | 28 | -1  |
| 7             | Santos              | 19 | 18 | 8  | 3  | 7  | 29 | 21 | 8   |
| 8             | Saad                | 18 | 18 | 7  | 4  | 7  | 23 | 25 | -2  |
| 9             | Ponte Preta         | 17 | 18 | 5  | 7  | 6  | 22 | 17 | 5   |
| 10            | Botafogo            | 16 | 18 | 5  | 6  | 7  | 21 | 28 | -7  |
| 11            | XV de Piracicaba    | 16 | 18 | 6  | 4  | 8  | 15 | 22 | -7  |
| 12            | Juventus            | 15 | 18 | 5  | 5  | 8  | 16 | 19 | -3  |
| 13            | Noroeste            | 14 | 18 | 1  | 12 | 5  | 7  | 12 | -5  |
| 14            | América             | 14 | 18 | 6  | 2  | 10 | 17 | 24 | -7  |
| 15            | Portuguesa Santista | 13 | 18 | 4  | 5  | 9  | 23 | 31 | -8  |
| 16            | Ferroviária         | 13 | 18 | 3  | 7  | 8  | 12 | 24 | -12 |
| 17            | São Bento           | 12 | 18 | 1  | 10 | 7  | 16 | 28 | -12 |
| 18            | Paulista            | 11 | 18 | 3  | 5  | 10 | 12 | 30 | -18 |
| 19            | Comercial           | 10 | 18 | 2  | 6  | 10 | 15 | 26 | -11 |

|  |                             |
|  | Classificado para as Finais |

### Segundo Turno, 1ª Fase
| Grupo A |                     |    |   |   |   |   |    |    |     |
| Pos     | Time                | PG | J | V | E | D | GP | GC | SG  |
| 1       | Portuguesa          | 14 | 9 | 5 | 4 | 0 | 14 | 4  | 10  |
| 2       | Palmeiras           | 14 | 9 | 6 | 2 | 1 | 14 | 9  | 5   |
| 3       | Santos              | 11 | 9 | 4 | 3 | 2 | 7  | 4  | 3   |
| 4       | Noroeste            | 9  | 9 | 3 | 3 | 3 | 9  | 13 | -4  |
| 5       | Comercial           | 8  | 9 | 3 | 2 | 4 | 8  | 11 | -3  |
| 6       | São Bento           | 5  | 9 | 0 | 5 | 4 | 5  | 15 | -10 |
| 7       | Portuguesa Santista | 3  | 9 | 0 | 3 | 6 | 5  | 13 | -8  |
| 8       | Paulista            | 3  | 9 | 1 | 1 | 7 | 5  | 14 | -9  |
| 9       | Marília             | 3  | 9 | 1 | 1 | 7 | 4  | 15 | -11 |
| 10      | Botafogo            | 2  | 9 | 0 | 2 | 7 | 6  | 19 | -13 |

|  |                                |
|  | Classificados para o Hexagonal |

| Grupo B |                  |    |    |   |   |   |    |    |    |
| Pos     | Time             | PG | J  | V | E | D | GP | GC | SG |
| 1       | São Paulo        | 18 | 10 | 8 | 2 | 0 | 25 | 6  | 19 |
| 2       | América          | 13 | 10 | 6 | 1 | 3 | 14 | 6  | 8  |
| 3       | Corinthians      | 12 | 10 | 5 | 2 | 3 | 16 | 11 | 5  |
| 4       | Guarani          | 12 | 10 | 4 | 4 | 2 | 10 | 7  | 3  |
| 5       | Ferroviária      | 11 | 10 | 3 | 5 | 2 | 12 | 10 | 2  |
| 6       | Juventus         | 11 | 10 | 3 | 5 | 2 | 10 | 9  | 1  |
| 7       | XV de Piracicaba | 11 | 10 | 3 | 5 | 2 | 10 | 9  | 1  |
| 8       | Ponte Preta      | 10 | 10 | 4 | 2 | 4 | 11 | 8  | 3  |
| 9       | Saad             | 10 | 10 | 4 | 2 | 4 | 11 | 11 | 0  |

|  |                                |
|  | Classificados para o Hexagonal |

## Hexagonal
Primeira rodada
| 26 de julho de 1975 | Corinthians | 0 – 0         | América | Pacaembu, São Paulo, SP                                          |
| 16 horas            |             | Ficha técnica |         | Público: 46 881 Renda: Cr$ 636 175 Árbitro: Romualdo Arppi Filho |

| 27 de julho de 1975 | Santos | 0 – 2         | Palmeiras                          | Morumbi, São Paulo, SP                                                     |
| 15 horas            |        | Ficha técnica | Nei 8' do 1.º · Ronaldo 28' do 2.º | Público: 78 239 Renda: Cr$ 1 639 442 Árbitro: Dulcídio Wanderley Boschilia |

| 27 de julho de 1975 | São Paulo                  | 1 – 1         | Portuguesa       | Morumbi, São Paulo, SP                                              |
| 17 horas            | Serginho Chulapa 7' do 2.º | Ficha técnica | Enéas 22' do 1.º | Público: 78 239 Renda: Cr$ 1 639 442 Árbitro: Roberto Nunes Morgado |

Segunda rodada
| 30 de julho de 1975 | América | 0 – 1         | São Paulo          | Pacaembu, São Paulo, SP                                       |
| 19h30               |         | Ficha técnica | Liminha 33' do 2.º | Público: 23 159 Renda: Cr$ 340 035 Árbitro: José Favilli Neto |

| 31 de julho de 1975 | Corinthians | 0 – 2         | Santos                                       | Morumbi, São Paulo, SP                                             |
| 19h30               |             | Ficha técnica | Totonho 11' do 1.º · Cláudio Adão 35' do 1.º | Público: 50 585 Renda: Cr$ 1 156 901 Árbitro: José de Assis Aragão |

| 31 de julho de 1975 | Portuguesa                                         | 3 – 0         | Palmeiras | Morumbi, São Paulo, SP                                       |
| 21h30               | Dicá 1' do 1.º · Dicá 17' do 2.º · Tatá 42' do 2.º | Ficha técnica |           | Público: 50 585 Renda: Cr$ 1 156 901 Árbitro: Oscar Scolfaro |

Terceira rodada
| 3 de agosto de 1975 | Santos             | 1 – 2         | América                                    | Pacaembu, São Paulo, SP                           |
| 11 horas            | Mazinho 15' do 1.º | Ficha técnica | Paraná 15' do 2.º · Luís Polani 44' do 2.º | Renda: Cr$ 194 368 Árbitro: Roberto Nunes Morgado |

| 3 de agosto de 1975 | Portuguesa      | 1 – 1         | Corinthians              | Morumbi, São Paulo, SP                                        |
| 15 horas            | Enéas 6' do 1.º | Ficha técnica | Marco Antônio 35' do 1.º | Público: 77 656 Renda: Cr$ 1 511 676 Árbitro: Armando Marques |

| 3 de agosto de 1975 | São Paulo | 0 – 0         | Palmeiras | Morumbi, São Paulo, SP                                             |
| 17 horas            |           | Ficha técnica |           | Público: 77 656 Renda: Cr$ 1 511 676 Árbitro: Romualdo Arppi Filho |

Quarta rodada
| 6 de agosto de 1975 | Portuguesa     | 1 – 0*        | América            | Pacaembu, São Paulo, SP                                          |
| 18h30               | Tatá 7' do 2.º | Ficha técnica | Paulinho 5' do 2.º | Público: 7 685 Renda: Cr$ 110 360 Árbitro: Roberto Nunes Morgado |

*O América abandonou o campo após sofrer um gol que considerou irregular. Até então, o clube do interior vencia por 1 a 0. No dia seguinte, a federação decretou a Portuguesa vencedora, pelo placar de 1 a 0.
| 7 de agosto de 1975 | Palmeiras         | 1 – 2         | Corinthians                             | Morumbi, São Paulo, SP                                           |
| 19h30               | Fedato 38' do 2.º | Ficha técnica | Adílson 12' do 1.º · Adílson 35' do 1.º | Público: 23 058 Renda: Cr$ 503 974 Árbitro: José de Assis Aragão |

| 7 de agosto de 1975 | Santos                                           | 2 – 1         | São Paulo              | Morumbi, São Paulo, SP                                      |
| 21h30               | Cláudio Adão 6' do 1.º · Cláudio Adão 36' do 2.º | Ficha técnica | Pedro Rocha 26' do 1.º | Público: 23 058 Renda: Cr$ 503 974 Árbitro: Armando Marques |

Quinta rodada
| 10 de agosto de 1975 | Palmeiras           | 1 – 2         | América                                   | Morumbi, São Paulo, SP                                        |
| 13h30                | Leivinha 14' do 1.º | Ficha técnica | Paraná 9' do 2.º · Wílson Luís 31' do 2.º | Público: 46 535 Renda: Cr$ 916 557 Árbitro: José Favilli Neto |

| 10 de agosto de 1975 | São Paulo                                                 | 2 – 1         | Corinthians        | Morumbi, São Paulo, SP                                           |
| 15h30                | Serginho Chulapa 35' do 1.º · Serginho Chulapa 10' do 2.º | Ficha técnica | Cláudio 28' do 2.º | Público: 46 535 Renda: Cr$ 916 557 Árbitro: Romualdo Arppi Filho |

| 10 de agosto de 1975 | Santos                  | 1 – 0         | Portuguesa | Morumbi, São Paulo, SP                                                   |
| 15h30                | Cláudio Adão 35' do 2.º | Ficha técnica |            | Público: 46 535 Renda: Cr$ 916 557 Árbitro: Dulcídio Wanderley Boschilia |

### Segundo Turno, 2ª Fase
| Classificação |             |    |   |   |   |   |    |    |    |
| Pos           | Time        | PG | J | V | E | D | GP | GC | SG |
| 1             | Portuguesa  | 6  | 5 | 2 | 2 | 1 | 6  | 3  | 3  |
| 2             | Santos      | 6  | 5 | 3 | 0 | 2 | 6  | 5  | 1  |
| 3             | São Paulo   | 6  | 5 | 2 | 2 | 1 | 5  | 4  | 1  |
| 4             | América     | 5  | 5 | 2 | 1 | 2 | 4  | 4  | 0  |
| 5             | Corinthians | 4  | 5 | 1 | 2 | 2 | 4  | 6  | -2 |
| 6             | Palmeiras   | 3  | 5 | 1 | 1 | 3 | 4  | 7  | -3 |

|  |                             |
|  | Classificado para as Finais |

## Finais
| 14 de agosto de 1975 | Portuguesa | 0 – 1         | São Paulo              | Morumbi, São Paulo, SP                                      |
| 21 horas             |            | Ficha técnica | Pedro Rocha 43' do 1.º | Público: 23 600 Renda: Cr$ 541 719 Árbitro: Armando Marques |

Portuguesa — Zecão; Cardoso, Mendes, Calegari e Santos; Badeco e Dicá; Antônio Carlos, Enéas, Tatá e Wilsinho. Técnico: Oto Glória.
São Paulo — Waldir Peres; Nélson, Paranhos, Samuel e Gilberto Sorriso; Chicão e Pedro Rocha; Terto, Muricy, Serginho Chulapa e Zé Carlos Serrão. Técnico: José Poy.
| 17 de agosto de 1975 | São Paulo | 0 – 1         | Portuguesa       | Morumbi, São Paulo, SP                                                     |
| 16 horas             |           | Ficha técnica | Enéas 31' do 1.º | Público: 57 137 Renda: Cr$ 1 268 735 Árbitro: Dulcídio Wanderley Boschilia |

|                                     |       | Penalidades        |  |
| Pedro Rocha Serginho Chulapa Chicão | 3 – 0 | Dicá Wilsinho Tatá |  |

São Paulo — Waldir Peres; Nélson, Paranhos, Samuel e Gilberto Sorriso; Chicão, Pedro Rocha e Terto; Muricy Ramalho, Serginho Chulapa e Zé Carlos Serrão. Técnico: José Poy.
Portuguesa — Zecão; Cardoso, Mendes, Calegari e Santos; Badeco, Dicá e Antônio Carlos; Enéas, Tatá e Wilsinho. Técnico: Oto Glória

## Classificação final
| |     | Equipes 1975        | PG | J  | V  | E  | D  | GP | GC | SG  | %  |
| --- | --- | ------------------- | -- | -- | -- | -- | -- | -- | -- | --- | -- |
| | 1.  | São Paulo           | 59 | 35 | 26 | 7  | 2  | 60 | 16 | 44  | 84 |
| | 2.  | Portuguesa          | 47 | 34 | 19 | 9  | 6  | 47 | 24 | 23  | 69 |
| | 3.  | Palmeiras           | 43 | 32 | 18 | 7  | 7  | 43 | 25 | 18  | 67 |
| | 4.  | Corinthians         | 43 | 33 | 17 | 9  | 7  | 49 | 30 | 19  | 65 |
| | 5.  | Santos              | 36 | 32 | 15 | 6  | 11 | 42 | 30 | 12  | 56 |
| | 6.  | Guarani             | 35 | 28 | 12 | 11 | 5  | 43 | 26 | 17  | 62 |
| | 7.  | América-SP          | 32 | 33 | 14 | 4  | 15 | 35 | 34 | 1   | 48 |
| * ϯ | 8.  | Saad                | 28 | 28 | 11 | 6  | 11 | 34 | 36 | -2  | 50 |
| | 9.  | Ponte Preta         | 27 | 28 | 9  | 9  | 10 | 33 | 25 | 8   | 48 |
| | 10. | XV de Piracicaba    | 27 | 28 | 9  | 9  | 10 | 25 | 31 | -6  | 48 |
| | 11. | Juventus-SP         | 26 | 28 | 9  | 8  | 11 | 26 | 28 | -2  | 46 |
| | 12. | Ferroviária         | 24 | 28 | 6  | 12 | 10 | 24 | 34 | -10 | 43 |
| | 13. | Marília             | 23 | 27 | 8  | 7  | 12 | 31 | 43 | -12 | 42 |
| | 14. | Noroeste            | 23 | 27 | 4  | 15 | 8  | 16 | 25 | 9   | 42 |
| | 15. | Botafogo-SP         | 18 | 27 | 5  | 8  | 14 | 27 | 49 | -22 | 33 |
| | 16. | Comercial           | 18 | 27 | 5  | 8  | 14 | 23 | 37 | -14 | 33 |
| | 17. | São Bento           | 17 | 27 | 1  | 15 | 11 | 21 | 43 | -22 | 31 |
| | 18. | Portuguesa Santista | 16 | 27 | 4  | 8  | 15 | 28 | 44 | -16 | 30 |
| | 19. | Paulista            | 14 | 27 | 4  | 6  | 17 | 17 | 44 | -27 | 26 |
| OBS.: Até 1994 cada vitória valia 2 pontos. O atual sistema de pontuação entrou em vigor por determinação da FIFA a partir de 1995. PG – Pontos ganhos; J – Jogos; V - Vitórias; E - Empates; D - Derrotas; GP – Gols pró; GC – Gols contra; SG – Saldo de gols; % - Aproveitamento. |     |                     |    |    |    |    |    |    |    |     |    |

[*] - Em 1974, o Saad disputou a fase preliminar do Campeonato Paulista, conseguindo a classificação para a fase principal da Primeira Divisão. Dessa forma, a FPF convidou o clube a permanecer na elite em 1975. Após o fim do campeonato, no entanto, a Federação revogou o convite, e o clube voltou à Segunda Divisão no ano seguinte.
| Campeão Paulista de 1975 |
| ------------------------ |
| SÃO PAULO (11º título)   |